# Perdita dispilota
Perdita dispilota är en biart som beskrevs av Timberlake 1968. Perdita dispilota ingår i släktet Perdita och familjen grävbin. Inga underarter finns listade i Catalogue of Life.